# Екю (монета)
Екю́ (фр. écu, старофр. escut — щит-екю) — назва середньовічних золотих і срібних монет Франції. Монети зі схожим зовнішнім виглядом в Іспанії та Португалії отримали назву «ескудо» (escudo), в Італії — «скудо» (scudo), ці слова також означають «щит».

## Золотий екю
Першу французьку золоту монету викарбували в 1266 році, за часів короля Людовика IX Святого — це був золотий деньє. За зображенням на монеті щита (символу об'єднаного королівства) вона дістала назву «екю». Монети карбували майже з чистого золота вагою близько 4 г, діаметр — 24 мм.
Наступний золотий екю випустив уже король Філіп VI (1328—1350). Вага екю становила 4,532 г, діаметр — 27 мм.
Відтоді золотий екю карбували постійно.
Існує велика кількість найрізноманітніших варіантів золотих екю:
- екю з троном («шездор», écu d'or à la chaise, chaise d'or)
- екю з короною («куронндор», écu d'or a la couronne, couronne d'or)
- екю з сонцем над короною (écu d'or au soleil).

Вага монет постійно змінювалася: у 1340 екю важив 5,44 г, у 1385 — близько 4 г, на початку XV століття вона зрівнялася з вагою флоринів і дукатів (тобто близько 3,5 г).

## Екю в єдиній монетній системі Франції
За Людовика XI (1461—1483) «екю з зображенням сонця над короною» став основною золотою монетою королівства. Випускали також монети пів-екю, пізніше — подвійний екю.
За Франциска I (1515—1547) був випущений перший пробний срібний екю, прирівняний за вартістю до золотого екю. Одночасно продовжилось карбування золотих екю і пів-екю.
За Генріха III (1574—1589) знову було прийнято рішення про випуск великої срібної монети, прирівняної до золотого екю. Через псування монети незабаром карбування монети було припинено, проте продовжили карбування срібних монет 1 / 4 і 1 / 8 екю.
Таким чином, монетна система Франції в кінці XVI-початку XVII століття включала:
- золоті монети екю (3,375 г) і пів-екю (1,687 г)
- срібні монети 1 / 4 екю (9,712 г) і 1 / 8 екю (4,856 г).

## Срібний екю

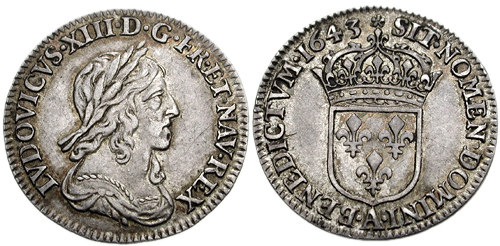
Срібна монета 1/12 екю, Людовик XIII, 1643

У 1640—1641, за часів короля Людовика XIII, новою основною золотою монетою став луїдор, а всі екю стали випускати зі срібла 917-ї проби.
У 1641 випущений перший срібний екю (ecu d'argent, ecu blanc), що нагадує талер.
У 1642 розпочато випуск серії монет:
- екю вагою 27,19 г (містив 24,933 г срібла)
- пів-екю вагою 13,597 г (12,468 г срібла)
- 1 / 4 екю вагою 6,798 г (6,234 г срібла)
- 1 / 12 екю вагою 2,287 г (2,097 г срібла)

З 1643 додатково почалося карбування монети 1/24 екю (вага монети — 1,144 г при вмісті срібла 1,049 г).
Випуск срібних екю продовжили Людовик XIV (1643—1715), Людовик XV (1715-74) і Людовик XVI (1774-93). Спочатку екю коштував 3 ліври, пізніше його вартість змінювалася, поки в 1726 році не була прийнята рівної 6 ліврам.
Існує велика різноманітність монет екю.
На початку XVIII століття був випущений новий тип екю (з трьома коронами), який важив 30,6 г (діаметр — 41 мм). Кратні екю включали пів-екю, 1/4 екю, 1/10 екю і 1/20 екю. Пізніше вагу і типи екю постійно змінювалися.
Після прийняття Конституції в 1789 екю стали випускати з написом французькою мовою, з датою «від здобуття свободи».
У 1795 у Франції була введена десяткова система на основі франка. Старі екю перебували в обігу до 1834 року; після цього назва «екю» збереглася за 5-франковою монетою.